# Robert von Zimmermann
Robert von Zimmermann (Prága, 1824. november 2. – Prága, 1898. szeptember 1.) – cseh-osztrák filozófus, német író.

Filozófiát, matematikát és természettudományokat tanult a prágai és a bécsi egyetemen. Tanára volt Bernard Bolzano. A bécsi egyetemen doktorált (1846). A barikádokon harcolt az 1848-as bécsi forradalomban. – Az olmützi egyetemen (1850), a prágai Károly-egyetemen (1852), és a bécsi egyetemen (1861) a filozófia professzora volt. Az 1886/1887-es egyetemi tanévben a bécsi egyetem rektorának választották. Tagja volt a Császári Tudományos Akadémiának. 1890-ben, Bécsben Ausztria egyik legrégibb irodalmi társaságának, a Grillparzer-társaságnak egyik alapítója volt.
Filozófiájában és esztétikájában Herbartot követte, aki rendszerében önálló és részletes esztétikát írt le. Zimmermann fő művében a Hegel–Vischer-féle esztétikával szemben a formális esztétikát kiváló módon dolgozta ki.

## Műveiből
- Leibniz und Herbart (1849)
- Philosophische Propädeutik (1852 – Riedl Szende magyar fordításában Logika vagy gondolkodástan (1864) címen nálunk is kedvelt tankönyv volt)
- Tragische und die über das Tragödie (1856)
- Ästhetik (1858–1865)
- Kritiken und Studien zur Philosophie und Ästhetik (1870)
- Samuel Clarkes Leben und Lehre (1870)
- Anthroposophie im Umriss (1882)
- Bei Leibnitz Spinoza. Eine der Beleuchtung Streitfrage (1890)

## Magyarul
- Riedl Szende: Logika vagy Gondolkodástan; Robert Zimmermann Philosophische Propaedeutik c. műve után; Lampel, Pest, 1864
- Tapasztalati lélektan. Zimmermann Róbert után írta Riedl Szende; Lampel, Pest, 1865